# Idiologo
L'idiologo (in latino Idiologus, dal greco idios logos) era una carica della magistratura tolemaica, mantenuta nell'Egitto sotto dominazione romana.
Le sue competenze ci sono state tramandate da Strabone (Geografia, 17.1.12) e grazie ad un frammento papiraceo detto Forma Idiologi ritrovato nel Fayyûm, presso l'antica Teadelfia (Batn Harit), e ora conservato a Berlino. 
L'idiologo era uno dei magistrati più importanti, si occupava della gestione e amministrazione delle res nullius (letteralmente: cose di nessuno), era responsabile di tutte le entrate fiscali irregolari o occasionali, ivi comprese le cose o le proprietà confiscate, i proventi delle multe e simili (a differenza del dioiketes, gestore delle entrate fiscali regolari).
In queste materie l'idiologo aveva anche competenza giurisdizionale per delega del prefetto.
Nella successiva età adrianea, o sotto la dinastia dei Severi, l'idiologo accentrò anche un'altra importante funzione: quella di sacerdote-capo, chiamato a sovrintendere alle cose sacre.